# Esfigmòmetre

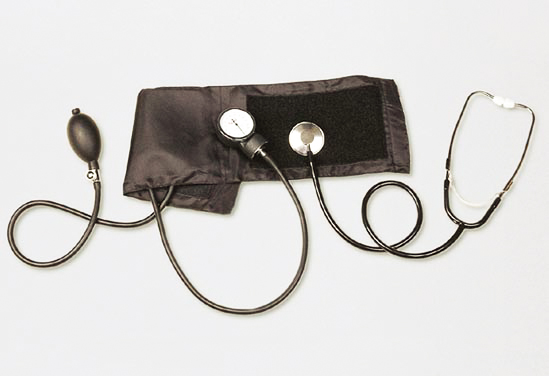
Esfigmòmetre mecànic amb manòmetre aneroid i fonendoscopi

Un esfigmòmetre o esfigmomanòmetre també conegut com o tensiòmetre (i, popularment, com a aparell de la pressió), és un producte sanitari que s'utilitza per mesurar la pressió arterial, compost per un braçal inflable per col·lapsar i després alliberar l'artèria sota el braçal de manera controlada, i un manòmetre de mercuri o aneroide per mesurar la pressió i un mecanisme d'inflat que pot ser una petita bomba i una vàlvula accionades manualment o una bomba accionada elèctricament. La pera infladora té una vàlvula d'única via per a prevenir la pèrdua ensopegada de pressió mentre l'operador està realitzant la maniobra de l'eixida d'aire del braçal. Els esfigmòmetres manuals s'utilitzen amb un estetoscopi quan s'utilitza la tècnica auscultadora
La paraula ve del grec sphygmus (pols), més el terme científic manòmetre (mesurador de pressió). L'aparell va ser inventat per Samuel Siegfried Karl Ritter von Basch. Scipione Riva Rocci, un metge italià, va introduir unes variacions el 1896 i Harvey Cushing el va re-descobrir el 1901 i el va popularitzar per tot arreu.

## Història

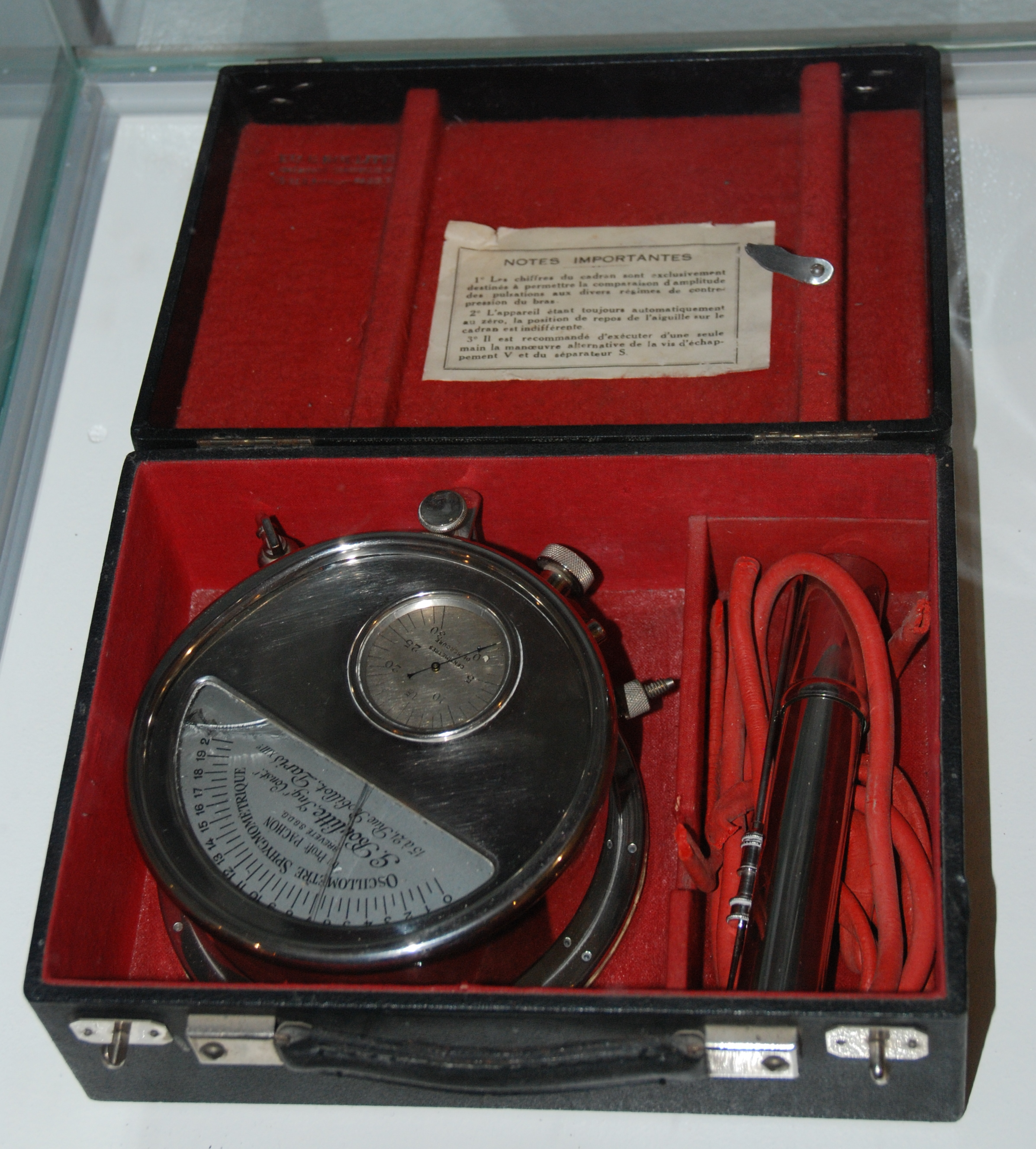
Un esfigmòmetre francès utilitzat durant la Primera Guerra Mundial

L'esfigmòmetre va ser inventat per Samuel Siegfried Karl Ritter von Basch l'any 1881. Scipione Riva-Rocci va introduir una versió més fàcil d'utilitzar el 1896. El 1901, el neurocirurgià pioner Dr. Harvey Cushing va portar un exemple del dispositiu de Riva-Rocci als EUA, el va modernitzar i el va popularitzar dins de la comunitat mèdica. Una millora addicional es va produir el 1905 quan el metge rus Nikolai Korotkov va incloure la mesura de la pressió arterial diastòlica després del seu descobriment dels "sons de Korotkoff". William A. Baum va inventar la marca Baumanometer l'any 1916, mentre treballava per a The Life Extension Institute, que realitzava exàmens físics d'assegurances i ocupació. L'any 1981, Donald Nunn va inventar el primer braçal de pressió arterial oscil·lomètric totalment automatitzat.

## Etimologia
La paraula esfigmomanòmetre utilitza la forma combinada d' esfigmo- + manòmetre. Les arrels implicades són les següents: grec σφυγμός sphygmos "pols", més el terme científic manòmetre (del francès manomètre), és a dir, "metre de pressió", encunyat a partir de μανός manos "prim, escàs", i μέτρον metron "mesura".
La majoria dels esfigmomanòmetres eren mesuradors mecànics amb manòmetres d'esfera, o columnes de mercuri, durant la major part del segle xx. Des de l'aparició dels dispositius mèdics electrònics, noms com ara "metre" i "monitor" també es poden aplicar, ja que els dispositius poden controlar automàticament la pressió arterial de manera continuada.

## Tipus
Actualment, s'utilitzen monitors tant manuals com digitals, amb diferents intercanvis entre precisió i comoditat.

### Manuals

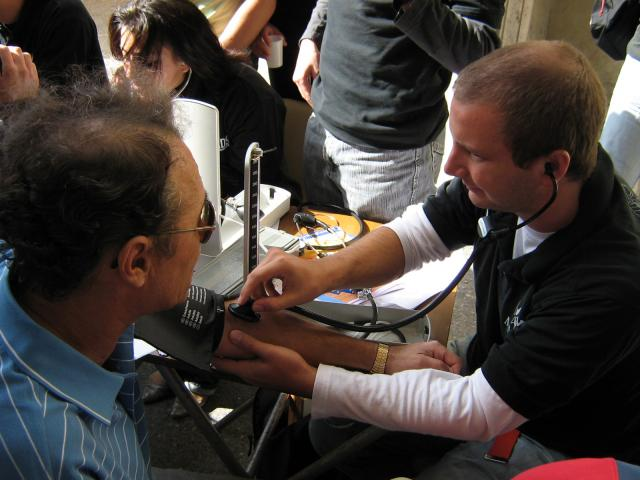
Estudiant de medicina prenent pressió arterial a l'artèria braquial

Cal un estetoscopi per a l'auscultació (vegeu més avall). Els mesuradors manuals els fan servir millor els professionals entrenats i, tot i que és possible obtenir una lectura bàsica només mitjançant la palpació, això produeix només la pressió sistòlica.
- Els esfigmomanòmetres de mercuri es consideren l'estàndard d'or. Indiquen pressió amb una columna de mercuri, que no requereix recalibració.[10] A causa de la seva precisió, sovint s'utilitzen en assaigs clínics de fàrmacs i en avaluacions clíniques de pacients d'alt risc, incloses les dones embarassades. Un esfigmòmetre de mercuri muntat a la paret d'ús freqüent també es coneix com a Baumanòmetre.[11]
- Els esfigmomanòmetres aneroides (tipus mecànics amb esfera) són d'ús comú; poden requerir comprovacions de calibratge, a diferència dels manòmetres de mercuri. Els esfigmomanòmetres aneroides es consideren més segurs que els esfigmomanòmetres de mercuri, tot i que els de baix cost són menys precisos.[12] Una de les principals causes de desviació de la calibració és el xoc mecànic. Els aneroides muntats a parets o suports no són susceptibles a aquest problema en particular.

### Digitals

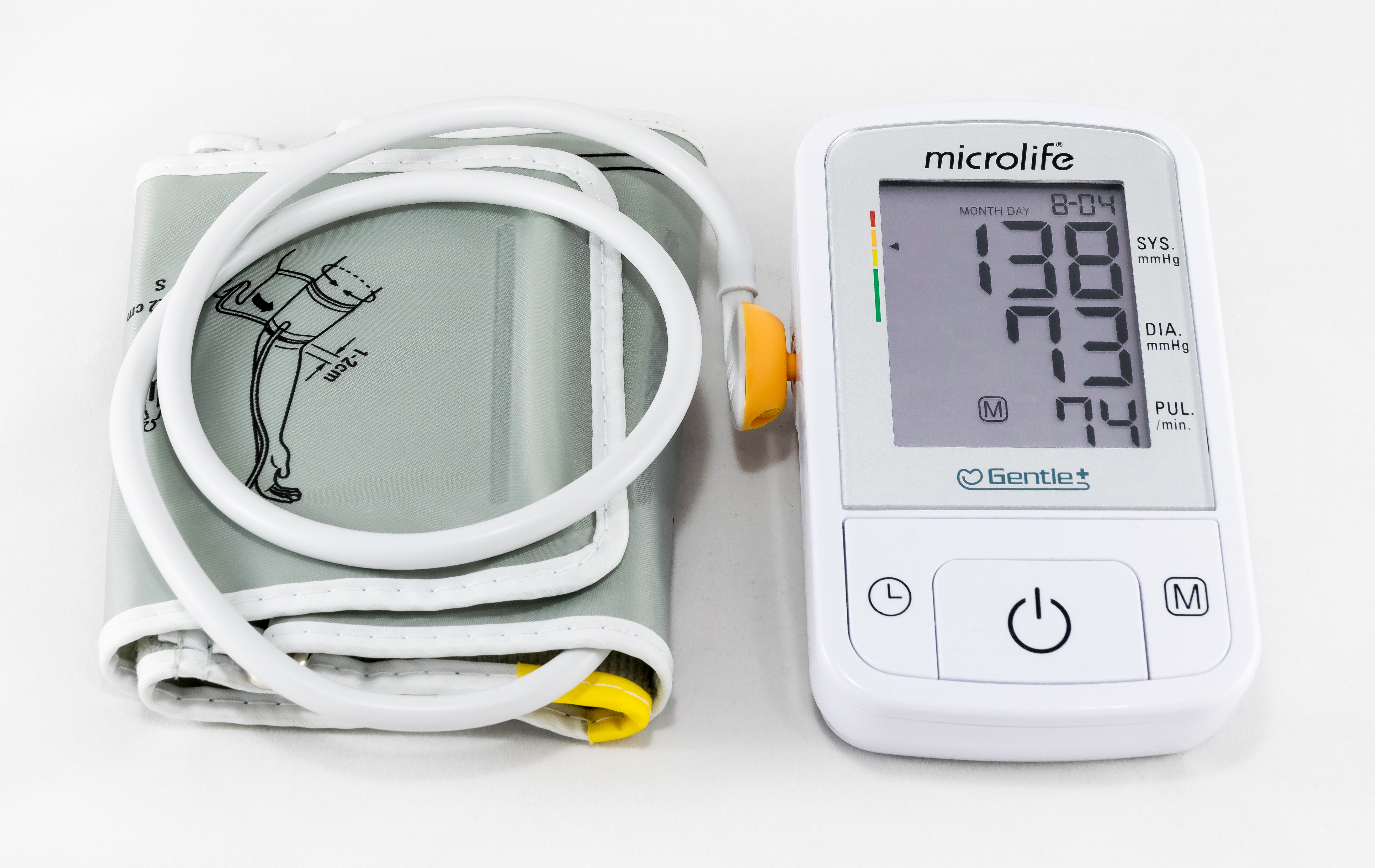
Esfigmòmetre digital

Els mesuradors digitals utilitzen mesures oscil·lòmètriques i càlculs electrònics en lloc de l'auscultació. Poden utilitzar inflació manual o automàtica, però ambdós tipus són electrònics, fàcils d'operar sense formació i es poden utilitzar en entorns sorollosos. Mesuen les pressions sistòlica i diastòlica mitjançant detecció oscil·lomètrica, utilitzant membranes deformables que es mesuren mitjançant la capacitat diferencial, o la piezoresistència diferencial, i inclouen un microprocessador. Mesuen la pressió arterial mitjana i la freqüència del pols, mentre que les pressions sistòlica i diastòlica s'obtenen amb menys precisió que amb mesuradors manuals, i el calibratge també és una preocupació. Els monitors oscil·lomètrics digitals poden no ser aconsellables per a alguns pacients, com els que pateixen arterioesclerosi, arrítmia, preeclàmpsia, pols alternans i pols paradox, ja que els seus càlculs poden no corregir per a aquestes condicions, i, en aquests casos, un esfigmòmetre analògic és preferible quan l'utilitzi una persona entrenada.
Els instruments digitals poden utilitzar un braçal col·locat, per ordre de precisió i ordre invers de portabilitat i comoditat, al voltant de la part superior del braç, el canell o un dit. Recentment, un grup d'investigadors de la Universitat Estatal de Michigan va desenvolupar un dispositiu basat en telèfons intel·ligents que utilitza oscil·lometria per estimar la pressió arterial. El mètode oscil·lomètric de detecció utilitzat dona lectures de pressió arterial que difereixen de les determinades per l'auscultació i varien segons molts factors, com la pressió del pols, la freqüència cardíaca i la rigidesa arterial, encara que es diu que alguns instruments també mesuren la rigidesa arterial, i alguns poden detectar batecs cardíacs irregulars.

## Funcionament

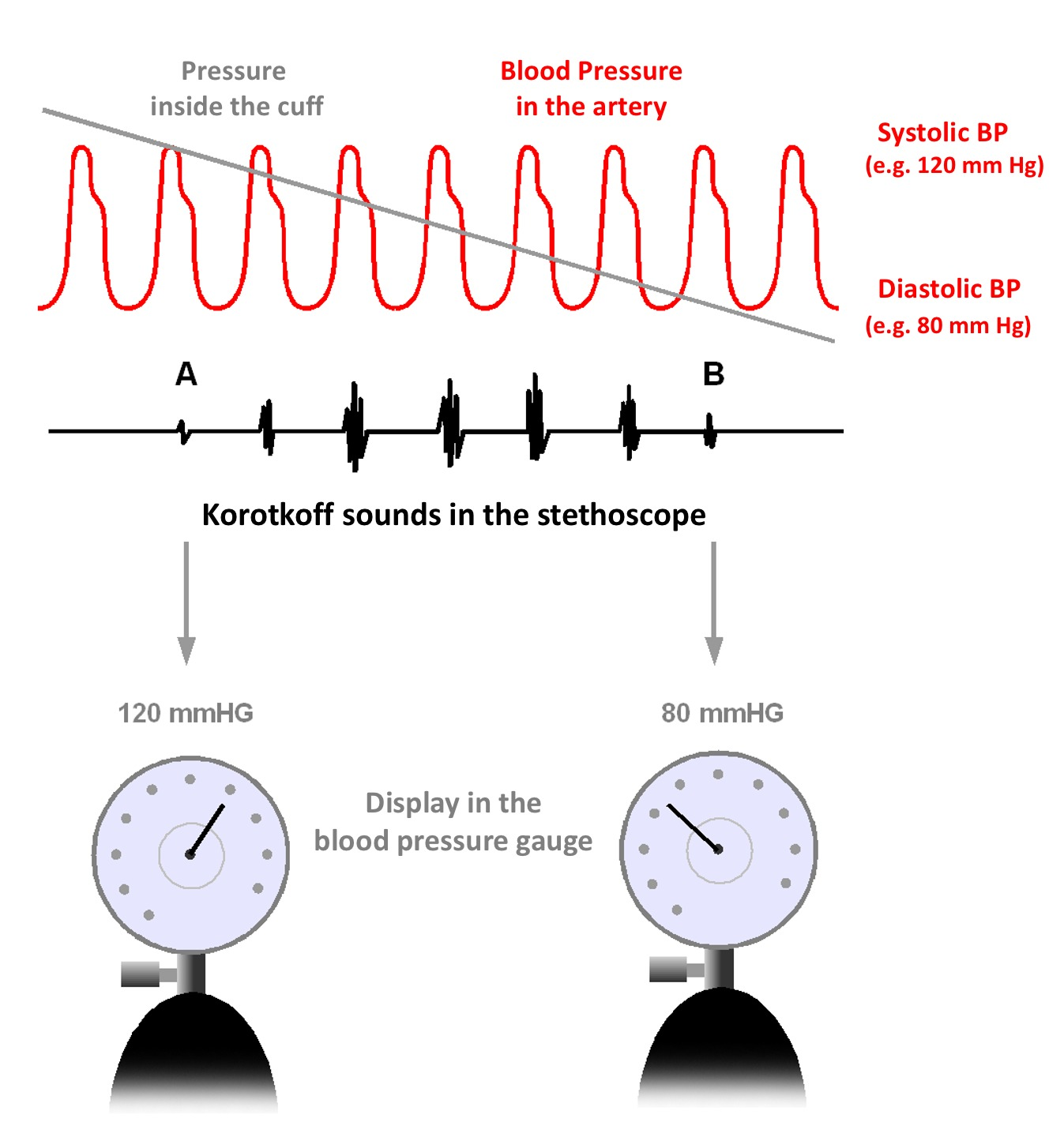
Explicació de com es mesura la pressió arterial a partir dels sons de Korotkow

En els humans, el braçal es col·loca normalment de manera suau i còmoda al voltant d'un braç superior, aproximadament a la mateixa alçada vertical que el cor mentre el subjecte està assegut amb el braç recolzat. Altres llocs de col·locació depenen de l'espècie i poden incloure l'aleta o la cua. És essencial seleccionar la mida correcta del braçal per al pacient. Un braçal massa petit provoca una pressió massa alta, mentre que un braçal massa gran provoca una pressió massa baixa. Per a les mesures clíniques és habitual mesurar i registrar els dos braços en la consulta inicial per determinar si la pressió és significativament més alta en un braç que en l'altre. Una diferència de 10 mm Hg pot ser un signe de coartació de l'aorta. Si els braços llegeixen de manera diferent, el braç de lectura més alt s'utilitzaria per a lectures posteriors. S'infla el braçal fins que l'artèria està completament oclusa.
Amb un instrument manual, escoltant l'artèria braquial amb un estetoscopi, l'examinador allibera lentament la pressió del braçal a una velocitat d'aproximadament 2 mm per batec cardíac. A mesura que la pressió als punys baixa, s'escolta un so de "xipid" o cop (vegeu sons de Korotkoff) quan el flux sanguini comença de nou a l'artèria. La pressió a la qual va començar aquest so s'anota i es registra com a pressió arterial sistòlica. La pressió del braçal s'allibera encara més fins que el so ja no es pot escoltar. Això es registra com a pressió arterial diastòlica. En entorns sorollosos on l'auscultació és impossible (com les escenes que sovint es troben a la medicina d'urgències), només es pot llegir la pressió arterial sistòlica alliberant la pressió fins que es palpa (se senti) un pols radial. En medicina veterinària, l'auscultació s'utilitza rarament, i la palpació o visualització del pols distal a l'esfigmòmetre s'utilitza per detectar la pressió sistòlica.
Els instruments digitals utilitzen un braçal que es pot col·locar, segons l'instrument, al voltant de la part superior del braç, el canell o un dit, en tots els casos elevat a la mateixa alçada que el cor. Inflen el braçal i redueixen gradualment la pressió de la mateixa manera que un mesurador manual, i mesuren la pressió arterial pel mètode oscil·lomètric.

## Importància
Observant el mercuri a la columna, o el punter del indicador aneroide, mentre allibera la pressió de l'aire amb una vàlvula de control, l'operador anota els valors de la pressió arterial en mm Hg. La pressió màxima a les artèries durant el cicle cardíac és la pressió sistòlica, i la pressió més baixa (en la fase de repòs del cicle cardíac) és la pressió diastòlica. En el mètode auscultatori s'utilitza un estetoscopi, aplicat lleugerament sobre l'artèria que es mesura. La pressió sistòlica (primera fase) s'identifica amb el primer dels sons continus de Korotkoff. La pressió diastòlica s'identifica en el moment en què desapareixen els sons de Korotkoff (cinquena fase).
La mesura de la pressió arterial es realitza en el diagnòstic i tractament de la hipertensió (tensió arterial alta) i en molts altres escenaris assistencials.

## Galeria

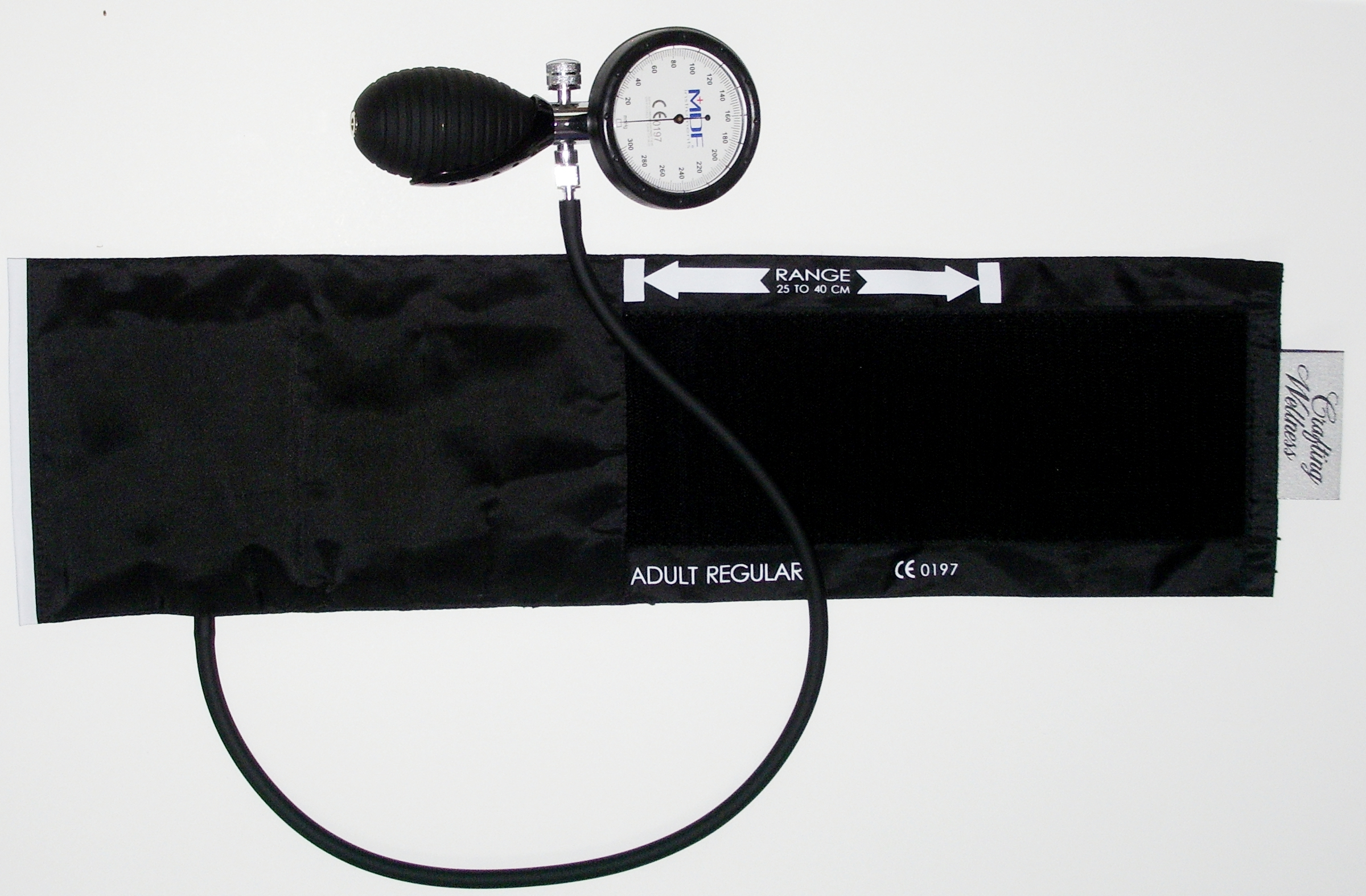
Esfigmòmetre Aneroide
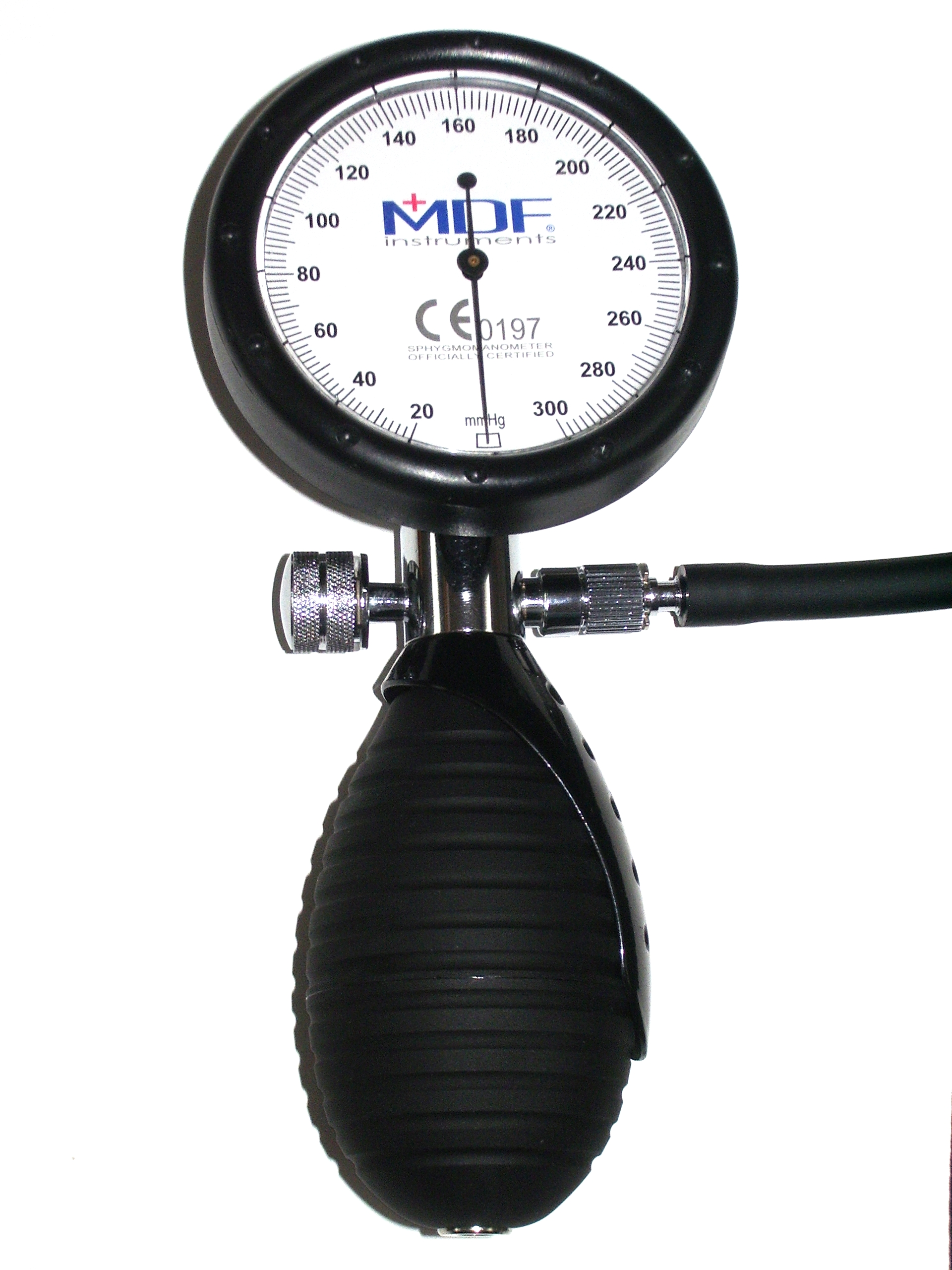
Esfigmòmetre Aneroide
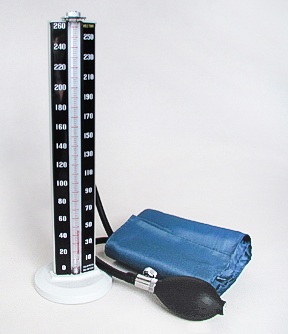
Esfigmòmetre Clinic de mercuri
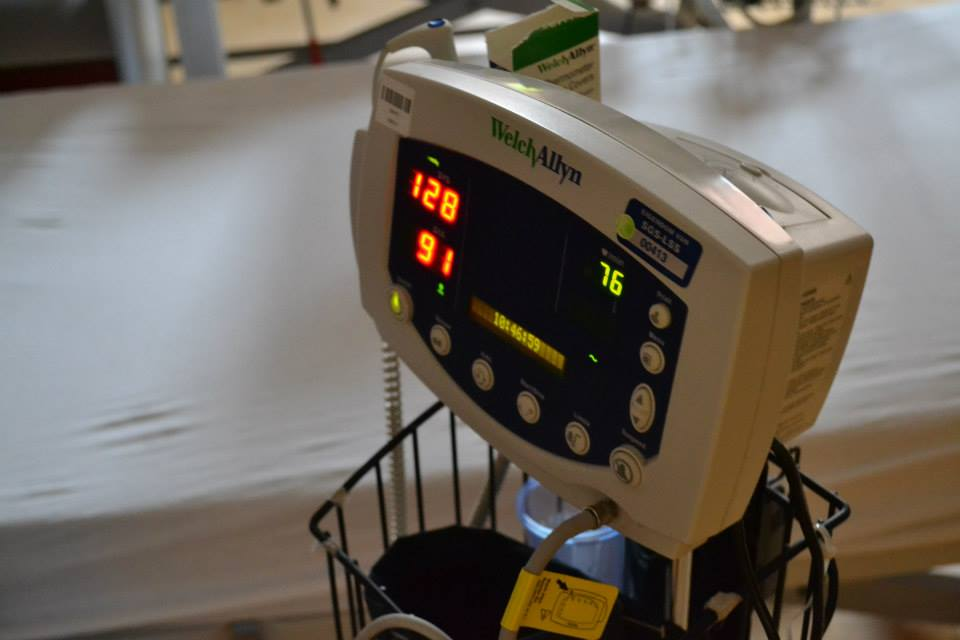
Esfigmòmetre Clinic WelchAllyn